# マシュー・リップマン

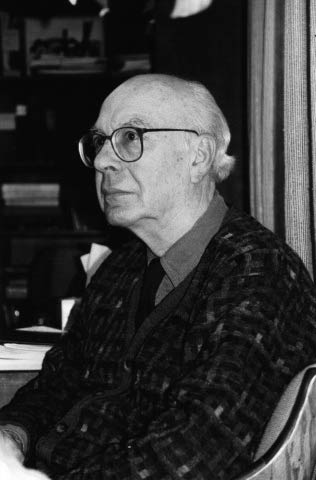

マシュー・リップマン（Matthew Lipman , 1923年8月24日 - 2010年12月26日)、アメリカニュージャージー州ヴィニランド出身のアメリカの哲学者。子どものための哲学（P4C）運動の創始者として知られる。子どもは幼い頃から抽象的に考える能力を有しているという信念に基づき、子どものための教育は、推論、探求、判断能力の向上に重点を置くべきであるという確信をもっていた。

## 生涯
リップマンは第二次世界大戦中、フランス、ドイツ、オーストリアでアメリカ陸軍に従軍した。1950年から1951年にかけては、パリのソルボンヌ大学でフルブライト奨学生として学んだ。そこで、後にニュージャージー州の上院議員に選出された初の黒人女性となる、同じくフルブライト奨学生のウィノナ・ムーアと出会い、結婚した。リップマンは1953年にコロンビア大学で哲学博士号を取得し、そこでアメリカの哲学者ジョン・デューイと出会い、文通を始めた。デューイの影響を受けたリップマンの論文は、1967年に『What Happens in Art』として出版された。
1954年から1972年まで、リップマンはコロンビア大学薬学部の哲学教授を務め、1962年から1972年までは同大学教養部の主任教授を務めた。この間、彼はアメリカの哲学者ジャスタス・バクラーに師事し、親交を深め、自身の学術活動の大半を彼の形而上学体系の研究に捧げた。
1972年、リップマンはコロンビア大学を去り、モントクレア州立大学に移り、1974年にはアン・マーガレット・シャープとともに、子どものための哲学研究所(IAPC)を共同設立した。リップマンは教材として使用できる子ども向けの哲学小説というジャンルを創始し、『Harry Stottlemeier's Discovery』をはじめ、モントクレアとニューアークの学校で試験的に導入した。この試みは、薬学部や全米人文科学基金からの助成金によって支援されていた。リップマンは、小学校向けから高校向けまで、9つの哲学小説シリーズを執筆し、シャープや他の仲間と共同執筆した指導マニュアルをそれぞれに添付した。リップマンとシャープは、子どもの哲学実践のためのプロトコルとして、「哲学的探究のコミュニティ」を理論化し、このプロトコルに関するコースや専門能力開発ワークショップを世界中の哲学者や教師を対象に実施した。1979年、リップマンは『Thinking: The Journal of Philosophy for Children』誌を創刊し、同誌の編集者に就任した。
リップマンは多作な学者だった。14冊の著書、53の書籍の章、83の学術論文、その他多数の専門誌記事を発表している。彼の研究は、人間の思考と判断についての理論に焦点を当て、プラグマティズム的な探究理論と社会心理学を組み合わせたもので、教育改革にも重点を置いていた。代表作は、『Thinking in Education』の2つの版(ケンブリッジ大学出版局、1991年、2003年)である。
リップマンは1995年にモントクレア州立大学の卓越大学研究者に任命された。また、クインシー大学(イリノイ州、1988年)とモンス＝エノー大学(ベルギー、1994年)から名誉博士号を授与されている。リップマンは2001年に退職した。同年に、哲学プログラムにおける卓越性と革新性に対して、アメリカ哲学協会および哲学ドキュメンテーションセンター賞を受賞した。2008年には、IAPCが彼の自伝『A Life Teaching Thinking』を出版した。
リップマンは2010年12月26日、ニュージャージー州ウェストオレンジにて、パーキンソン病の合併症により87歳で死去した。

## 学歴・職歴
- スタンフォード大学(カリフォルニア州)、シュリヴェナム・アメリカン大学(英国)、コロンビア大学教養学部(ニューヨーク州)で学ぶ。
- 1948年 - コロンビア大学教養学部卒業。
- 1953年 - ブルックリン・カレッジ(春期)哲学講師。
- コロンビア大学、ソルボンヌ(パリ)、ウィーン大学(オーストリア)それぞれの大学院で学ぶ。
- 1953年 - コロンビア大学博士号取得。
- 1953年~1975年 - コロンビア大学教養学部の非常勤助教授および准教授。
- 1954年~1972年 - コロンビア大学薬学部の哲学助教授、准教授、教授。(この期間、教養学部長も兼任。)
- 1954年~1962年 - コロンビア大学コロンビア・カレッジの哲学・現代文明講師。
- 1955年~1963年 - ニューヨーク市マネス音楽大学の現代文明講師。
- 1960年~1972年 - ニューヨーク市立大学バルーク校夜間部哲学部主任。
- 1961年~1963年 - コロンビア大学工学部現代文明講師。
- 1962年~1972年 - コロンビア大学薬学部教養部門主任。
- 1963年~1964年 - サラ・ローレンス大学哲学客員教授。
- 1972年~2001年 – モントクレア州立大学哲学教授。
- 1974年~2001年 – モントクレア州立大学　子どものための哲学研究所長。

## 著作
- What Happens in Art (New York:  Appleton Century Crofts, 1967).
- Discovering Philosophy (1st edition, New York:  Appleton Century Crofts, 1969; 2nd edition, Englewood Cliffs, Prentice Hall, 1977).
- Contemporary Aesthetics (Boston:  Allyn and Bacon, 1973).
- Harry Stottlemeier's Discovery (N.J.:  IAPC, 1974).
- Philosophical Inquiry (Instructional Manual to Accompany Harry Stottlemeier's Discovery), with Ann Margaret Sharp (N.J.:  IAPC, 1975). Second Edition:  Philosophical Inquiry, with Ann Margaret Sharp and Frederick S. Oscanyan (N.J.:  IAPC, 1979), co published with University Press, 1984.
- Philosophy for Children (edited with Terrell Ward Bynam) (Oxford:  Basil Blackwell, 1976).
- Lisa (N.J.:  IAPC, 1976), 2nd edition, IAPC, 1983.
- Ethical Inquiry, with Ann Margaret Sharp and Frederick S. Oscanyan (N.J.:  IAPC, 1977) 2nd ed., IAPC and UPA, 1985.
- Philosophy in the Classroom, with Ann Margaret Sharp and Frederick S. Oscanyan (1st edition, N.J.:  IAPC, 1977.  2nd edition, Philadelphia:  Temple University Press, 1980).
アン・マーガレット・シャープ、フレデリック・オスカニアン共著、河野哲也、清水将吾監訳『子どものための哲学授業――「学びの場」のつくりかた』河出書房新社、2015年
- Growing Up With Philosophy, ed. with Ann Margaret Sharp (Philadelphia:  Temple University Press, 1978).
- Suki (N.J.:  IAPC, 1978).
- Mark (N.J.:  IAPC, 1980).
- Writing:  How and Why (instructional manual to accompany Suki; N.J.: IAPC, 1980).
- Social Inquiry (instructional manual to accompany Mark; N.J.:  IAPC, 1980).
- Pixie (N.J.:  IAPC, 1981).
- Kio and Gus (N.J.:  IAPC, 1982).
- Looking for Meaning (with Ann Margaret Sharp) (N.J.:  IAPC, 1982) UPA, 1984.
- Wondering at the World (with Ann Margaret Sharp) (N.J.:  IAPC, 1984).
- Elfie (N.J.:  IAPC, 1987).
- Harry Prime (N.J.:  IAPC, 1987).
- Philosophy Goes to School (Philadelphia:  Temple U. Press, 1988).
- Getting Our Thoughts Together, with Ann Gazzard (Upper Montclair, NJ:  IAPC, 1988).
- Thinking in Education (New York:  Cambridge University Press, 1991; 2nd edition, 2003).
河野哲也、土屋陽介、村瀬智之監訳『探求の共同体――考えるための教室』玉川大学出版部、2014年
- Thinking Children and Education (Dubuque, Iowa:  Kendall/Hunt, 1993).
- Natasha:  Vygotskian Dialogues (New York:  Teachers College Press, 1996).
- Nous (New Jersey, I.A.P.C., 1996)
- Deciding What to Do (Instructional Manual to Nous, New Jersey;IAPC, 1996)